# Austin A40 Devon
La Austin A40 Devon è la prima berlina post-bellica, prodotta dal 1947 al 1952, della Austin Motor Company.

## Storia
Venne presentata al salone di Parigi del 1947 e, come spesso accadeva con i veicoli del dopoguerra, non fu particolarmente innovativa. Il telaio è a longheroni, l'avantreno è dotato di sospensioni indipendenti con molle elicoidali e freni a tamburo idraulici, mentre al retrotreno si avevano ancora l'assale rigido a balestre semiellittiche e freni meccanici (più tardi diventeranno idraulici su tutte le quattro ruote). Come optional erano disponibili tetto scorrevole e climatizzatore.

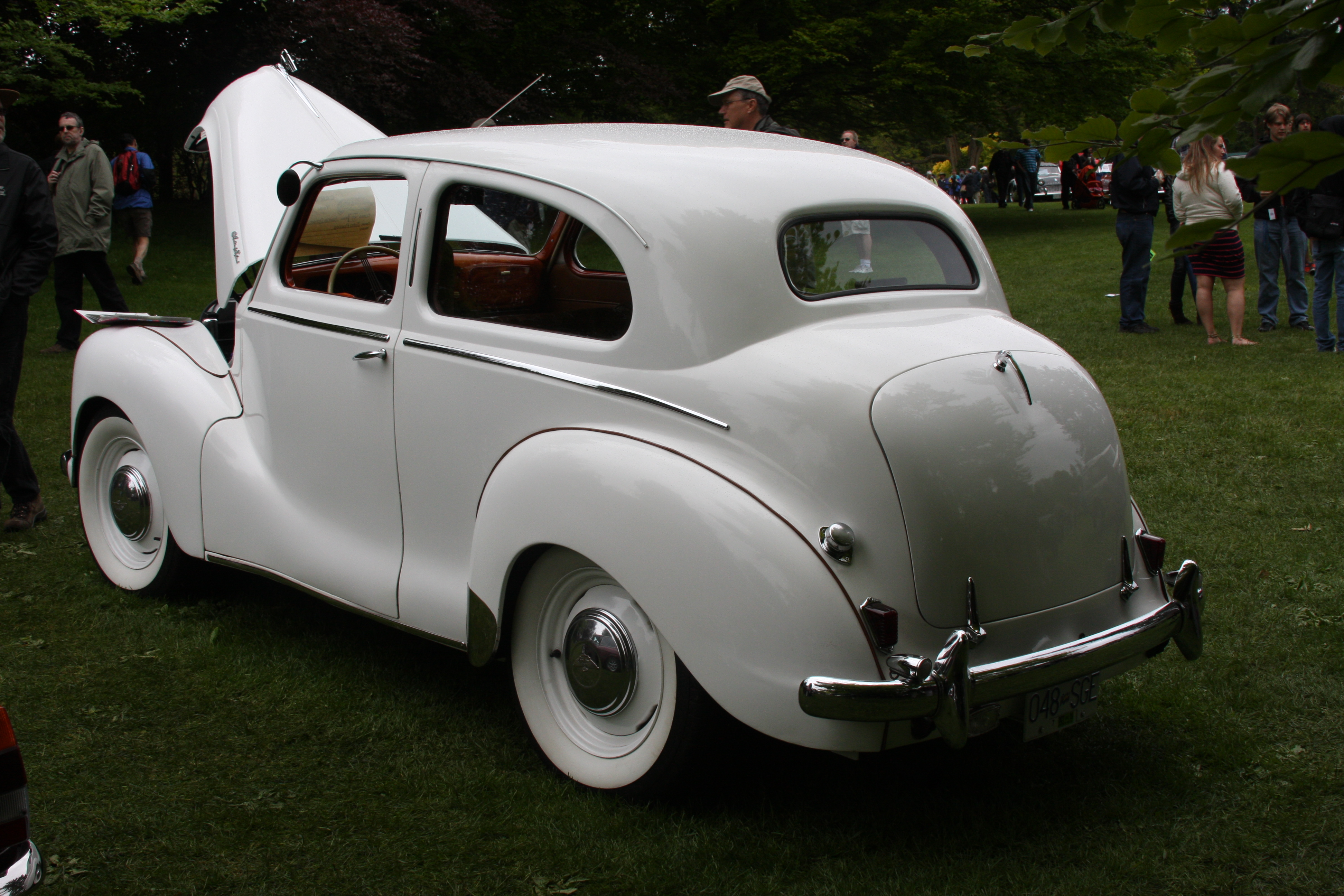
Austin A40 Dorset

Per quanto riguarda il motore, era un 1.2 L in grado di erogare 30 CV a 4000 giri/min. Un esemplare venne testato dalla rivista The Motor, che rilevò una velocità massima di 110 km/h (70 mph) e un'accelerazione da 0 a 100 di 37,2 secondi, con un consumo di carburante di 34,1 miglia per gallone imperiale. L'auto testata, dotata di tetto scorrevole, costava all'epoca 505 £, tasse incluse. Dai test emerse inoltre l'efficienza del cambio, che risultò abbastanza fluido.
i
Oltre la berlina quattro porte venne prodotta anche una versione a due porte, la Dorset, che però ebbe scarso successo, tanto che venne tolta dai listini già dal 1949, dopo solo meno di 16 mila esemplari costruiti. La Devon, invece, ebbe un buon successo, tanto che contribuì al rilancio dell'Austin nel dopoguerra. Venne tolta di produzione nel 1952, con più di 450 mila esemplari complessivi prodotti.